# Мъленбърг (окръг, Кентъки)
Окръг Мъленбърг (на английски: Muhlenberg County) е окръг в щата Кентъки, Съединени американски щати. Площта му е 1241 km², а населението - 31 839 души (2000). Административен център е град Грийнвил.